# 藤村恵理
藤村 恵理（ふじむら えり、1979年9月29日 - ）は、岐阜放送 のアナウンサー。

## 来歴
宮城県出身。立命館大学産業社会学部卒業。
大学を卒業後、2002年から2006年までNHK鳥取放送局の契約リポーター・キャスターを務めた。当初の担当・肩書はリポーターであったが、後にキャスターにシフトした。
NHKとの契約の終了後、2006年から2012年まで岐阜放送のアナウンサーを務めた。同局がアナログ放送を行っていた頃には、アナウンス業務と並行して地上デジタル放送推進大使も務めていた。
2012年を最後にアナウンス部を離れ、同社のディレクターとして活動するとともに、一部番組にもアシスタントとして出演していた。2021年5月21日の『きょうもラジオは!? 2時6時』では、パーソナリティの平工靖也の代演として出演している。2021年10月以降は再びアナウンサーとして活動している。

## 出演番組
- 吉村功のスポーツオブドリーム（ラジオ）−アシスタント
- おしえてぎふチャンラジオ!キッズアカデミー（ラジオ）-「えり」名義で出演

### 過去の出演番組
テレビ
- とっとり情報スポット（NHK鳥取放送局）
- とっとりまるごと505・610（NHK鳥取放送局） - リポーター
- 鳥取とれたて情報便（NHK鳥取放送局） - キャスター
- まるごとワイドとっとり（NHK鳥取放送局） - 17時台キャスター
- ぎふ情報クリック!（岐阜放送） - キャスター
- ランチタイムニュース（岐阜放送）
- らぶらぶワイドぎふTODAY（岐阜放送） - 水曜「ふるさとキャラバン」担当
- 夕がた屋テ!（岐阜放送） - キャスター、水曜「ふるさとキャラバン」担当[5]
- ぎふチャンワイド タワー43（岐阜放送） - 司会、水曜「ふるさとキャラバン」担当
- フォーカスぎふ（岐阜放送） - 司会
- 昭和がらくた劇場（岐阜放送） - バーテンダー 役[6]
- ぎふサテ！

ラジオ
- サタデーミュージック（AM岐阜ラジオ）
- 夏の32時間スペシャル ふるさとワンダフル（AM岐阜ラジオ）
- 月〜金ラヂオ 2時6時（ぎふチャンラジオ） - 火曜リポーター
- NEWSぎふチャン（ぎふチャンラジオ）
- 歌のない歌謡曲（企画ネット番組） - ぎふチャンラジオ版パーソナリティ[7]
- ミュージック・スペース（ぎふチャンラジオ） - 火曜パーソナリティ[8]